# Клинков
Клинков (чечен. Клинков-КIотар) — хутор в Наурском районе Чеченской Республики. Входит в Мекенское сельское поселение.

## География
Расположен на северо-востоке от районного центра станицы Наурской.
Ближайшие населённые пункты: на северо-востоке — хутор Майорский, на северо-западе — хутор Капустино, на юго-востоке — хутор Мирный, на юго-западе — село Чернокозово и станица Мекенская.

## История
Хутор основан в 1892 году. По данным на 1927 год состоял из 17 дворов. В административном отношении входил в состав Мекенского сельсовета Наурского района Терского округа.

## Население
| 1926 | 1990 | 2002 | 2010 |
| ---- | ---- | ---- | ---- |
| 90   | ↗170 | ↘93  | ↗137 |

По данным переписи 1926 года на хуторе проживало 50 мужчин и 40 женщин, преобладающая национальность — великороссы.
По данным переписи 2002 года на хуторе проживало 93 человека (44 мужчины и 49 женщин), 100 % населения составляли чеченцы.